# Оконто (округ, Вісконсин)
Шаблон:StateAbbr_ 44°59′ пн. ш. 88°14′ зх. д. / 44.99° пн. ш. 88.23° зх. д.
 Оконто (англ. Oconto County) — округ (графство) у штаті  Вісконсин. Ідентифікатор округу 55083.

## Історія
Округ утворений 1851 року.

## Демографія
За даними перепису 
2000 року 
загальне населення округу становило 35634 осіб, зокрема міського населення було 7104, а сільського — 28530.
Серед них чоловіків — 17935, а жінок — 17699. В окрузі було 13979 домогосподарств, 10046 родин, які мешкали в 19812 будинках.
Середній розмір родини становив 2,97.
Віковий розподіл населення поданий у таблиці:
| Стать    | До 15 років | 15-21 | 22-29 | 30-39 | 40-49 | 50-65 | 65-85 | Понад 85 |
| -------- | ----------- | ----- | ----- | ----- | ----- | ----- | ----- | -------- |
| Чоловіки | 3796        | 1680  | 1268  | 2735  | 2995  | 2999  | 2237  | 225      |
| Жінки    | 3600        | 1512  | 1250  | 2778  | 2716  | 2917  | 2498  | 428      |

## Суміжні округи
- Марінетт — північний схід
- Браун — південь
- Шавано — південний захід
- Меноміні — захід
- Ланґлейд — захід
- Форест — північний захід

## Виноски
1. ↑  U.S. Decennial Census. United States Census Bureau. Архів оригіналу за 19 липня 2018. Процитовано 6 серпня 2015.
2. ↑  Historical Census Browser. University of Virginia Library. Архів оригіналу за 11 серпня 2012. Процитовано 6 серпня 2015.
3. ↑  Forstall, Richard L., ред. (27 березня 1995). Population of Counties by Decennial Census: 1900 to 1990. United States Census Bureau. Архів оригіналу за 18 липня 2015. Процитовано 6 серпня 2015.
4. ↑  Census 2000 PHC-T-4. Ranking Tables for Counties: 1990 and 2000 (PDF). United States Census Bureau. 2 квітня 2001. Архів оригіналу (PDF) за 18 грудня 2014. Процитовано 6 серпня 2015.
5. ↑  State & County QuickFacts. United States Census Bureau. Архів оригіналу за 16 липня 2011. Процитовано 22 січня 2014.(англ.) Наведено за англійською вікіпедією.
6. ↑  American FactFinder. Бюро перепису населення США. Архів оригіналу за 26 лютого 2012. Процитовано 31 січня 2008.

| США | Це незавершена стаття з географії США. Ви можете допомогти проєкту, виправивши або дописавши її. |